# Бранімір Альтгаєр
Бранімір Альтгаєр (хорв. Branimir Altgayer; 8 листопада 1897, Перемишль — 15 травня 1950, Загреб) — хорватський політик і офіцер, полковник усташів запасу (11 січня 1943), штурмбаннфюрер СС (9 листопада 1943).

## Біографія

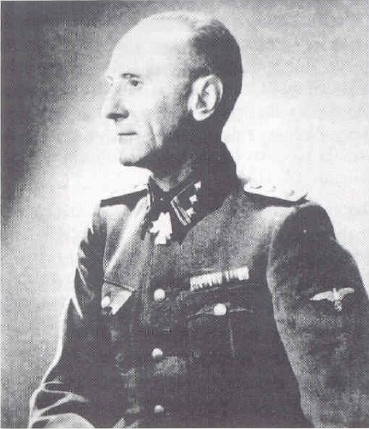
Гауптштурмфюрер СС Альтгаєр.

Етнічний німець (дунайський шваб), син офіцера. Виріс у Славонії. Після закінчення школи в Осієку і Земуні навчався в Австро-Угорському кавалерійському кадетському училищі при Моравській Білій Церкві. З 1915 року служив в армії. Учасник Першої світової війни. Після війни вступив в армію Королівства сербів, хорватів і словенців. У 1922 році залишив армію і влаштувався на державну службу, в 1924-27 роках знову служив в армії. Альтгаєр був дуже активний у політичному і культурному житті німців. Член Югославського радикального союзу. На початку 1939 року перейшов у Хорватську селянську партію. 1939 року став лідером німців Славонії. Після створення Незалежної Держави Хорватія 14 квітня 1941 року призначений лідером етнічних німців Хорватії. 5 листопада 1941 року Генріх Гіммлер призначив Альтгаєра державним директором при Президентові уряду Незалежної Держави Хорватія. Альтгаєр був одним із засновників Німецької національної групи. У 1942 році обраний одним із двох представників німецької меншини в хорватському національному парламенті. З 11 січня 1943 року — статс-секретар при Президентові уряду Незалежної Держави Хорватія. В середині 1943 року взяв участь у Німецько-радянській війні. Після повернення в серпні 1943 року оголосив загальну мобілізацію хорватських німців, а в 1944 році почав організовувати еміграцію німців із Хорватії в Німеччину. Після війни втік до Австрії, але був схоплений британцями і екстрадований владі комуністичної Югославії. Військовий суд Загреба засудив його до страти в 1950 році. Розстріляний.

## Нагороди
Отримав численні нагороди, серед яких:
- Хрест «За військові заслуги» (Австро-Угорщина) 3-го класу з військовою відзнакою і мечами
- Орден Корони короля Звоніміра 1-го класу з мечами
- Титул лицаря (11 січня 1943)